# Crematogaster montezumia
Crematogaster montezumia är en myrart som beskrevs av Smith 1858. Crematogaster montezumia ingår i släktet Crematogaster och familjen myror. Inga underarter finns listade i Catalogue of Life.

## Bildgalleri

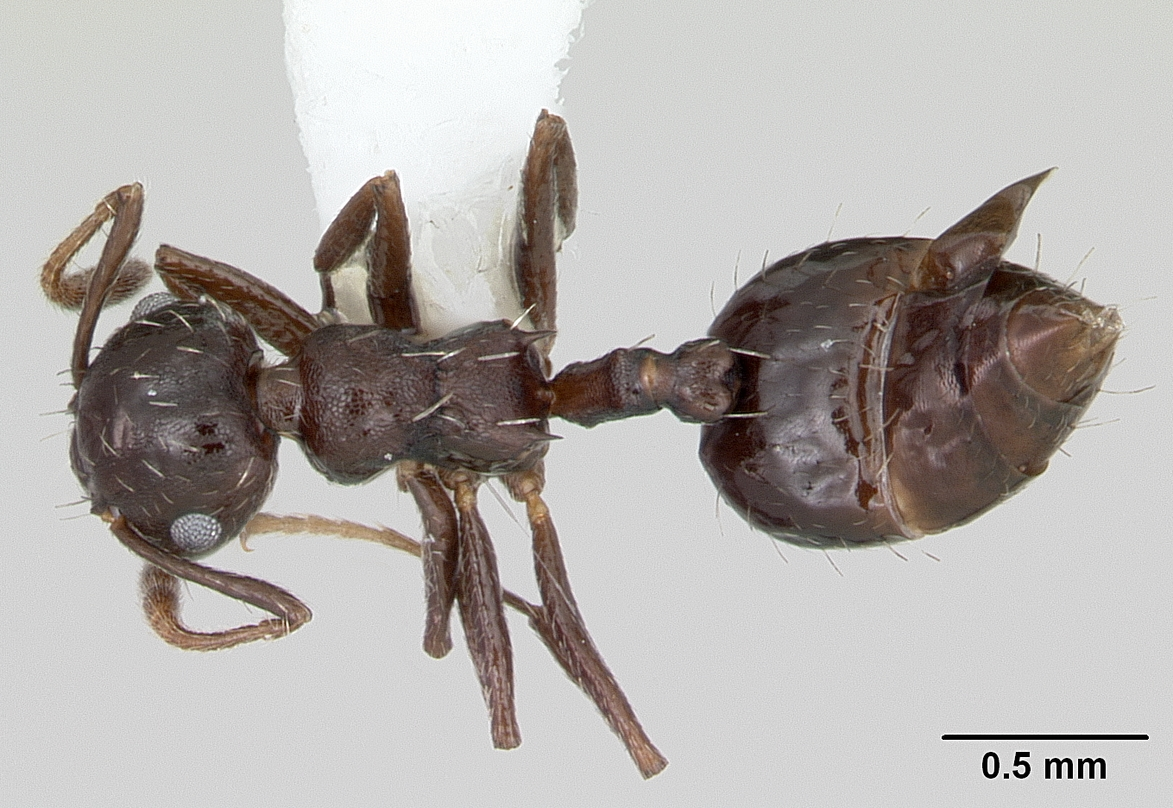
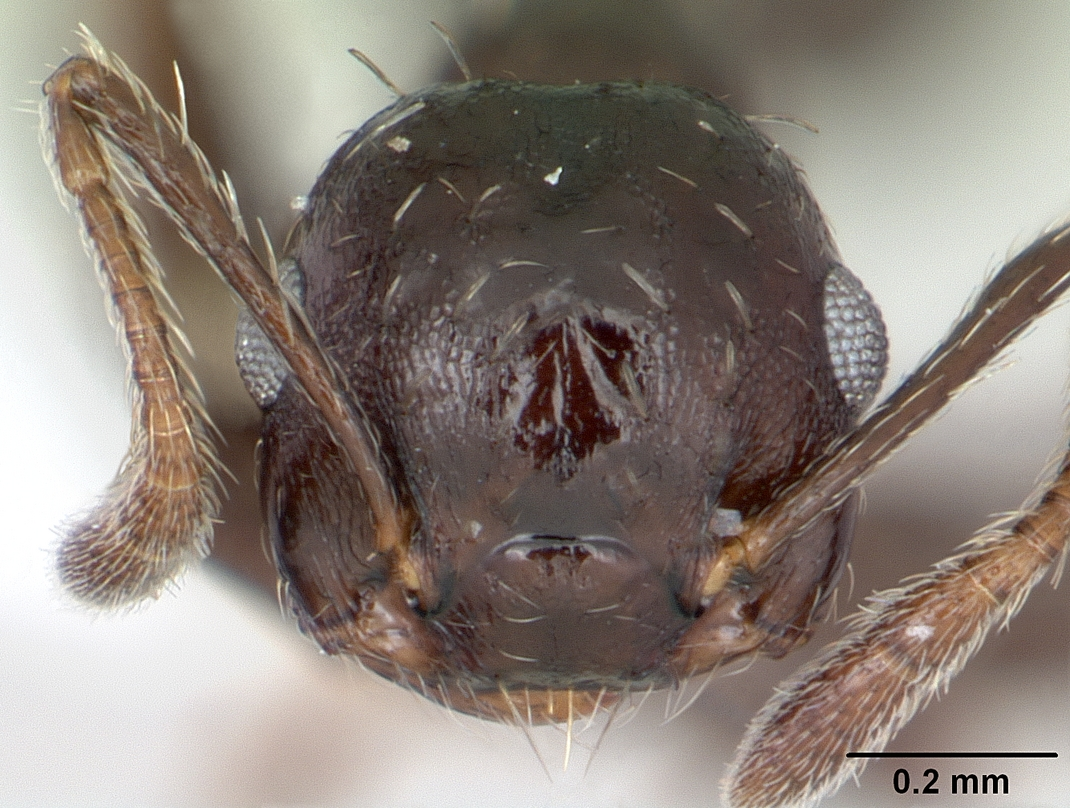
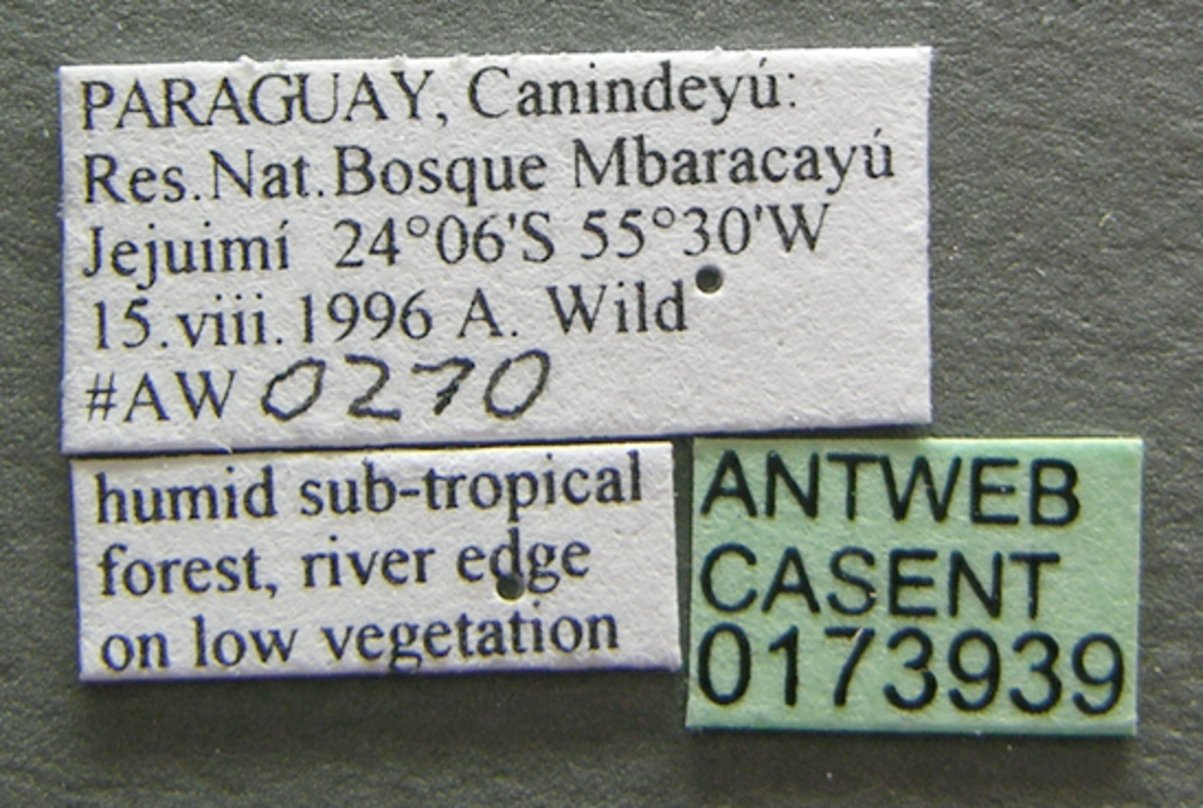
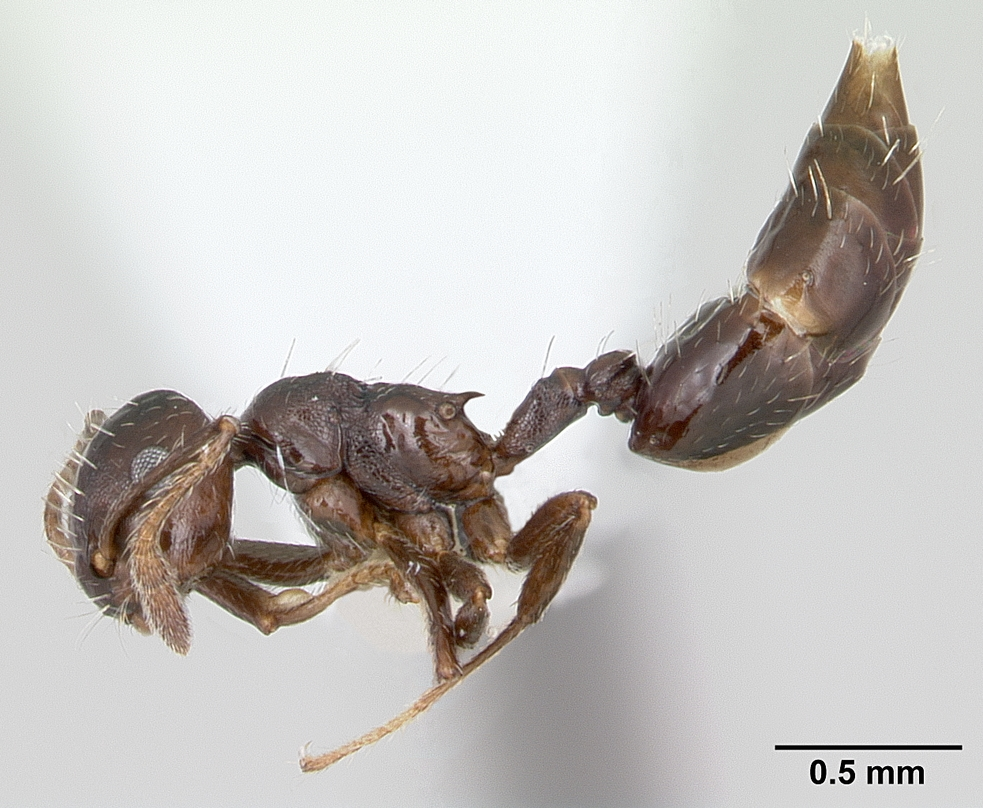